# 弱起
弱起（じゃっき）とは、西洋音楽用語のひとつで、楽曲が第1拍以外から開始すること。また、楽曲の途中にあっても、あるフレーズが、小節の最初からではなく、その前の小節の途中から開始すること。また、その部分。
弱起のことをアウフタクト（独：Auftakt）とも言い、むしろその方が日本では一般的であるが、ドイツ語のAuftaktの語には、次のような意味もある。
- 弱拍のこと。
- 詩学で、強勢のない音節のこと。

## 概要
西洋音楽にあっては、拍は、強拍のあとにひとつまたは複数の弱拍が後に置かれ、それを組み合わせて拍のまとまりと考える。拍のまとまりの中で中心となるものが小節であり、その組み合わせが拍子である。したがって、音楽のまとまりも強拍から弱拍に流れる。しかしながら、強拍の前に準備的な拍（または拍の一部）が置かれる場合がある。これがアウフタクトである。
アウフタクトは、ヨーロッパの言語における冠詞や前置詞のようなもの、また、詩行が冠詞や前置詞で開始するようなものとして説明されることが多い。実際、西洋音楽と結びつきの強いドイツ語などにおいて、名詞の前に置かれる冠詞や前置詞には強勢がない。従って、冠詞や前置詞で開始する詩を歌詞として曲を作るならば、冠詞や前置詞にはアウフタクトを充てるのが自然な方法である。
前置詞的意味合いから、西洋音楽を「強拍＋弱拍（強拍の後に弱拍）」ではなく、「弱拍＋強拍（強拍の前に弱拍）」の組み合わせで捉えるべきだという考えもある。市川宇一郎は自著の中で、アウフタクトは曲の先頭に対するアップビートであり、弱起に割り当てる英語が見つからなかった（既にアップビートが別の意味で使われてしまっていた）ため、同じ意味を表す言葉をドイツ語から持ってきたのだという説を記している。曲の途中で小節の先頭からフレーズが始まらないのも同じ理由であり、その意味でアウフタクト＝アップビートだと記している。
弱起の楽曲では、曲の最初の小節は、小節全体は書かれず、小節の後半の必要な範囲だけが書かれる場合が多い。このような小節を、不完全小節と呼ぶ。この場合は、楽曲の最後も、弱起の分だけ拍を削り、曲頭と合わせて1小節分の長さとするように書かれる。この最後の小節も不完全小節と呼ぶ。ただし、特にある程度以上の長さを持つ楽曲では、曲の最後を不完全小節としないことも多い。
ただし、最初の小節に休符を充当して１小節分の長さにしてある場合もある。そのような場合でも、最初の音が弱拍から始まっていれば弱起である。

## 例
これは『ハッピーバースデートゥーユー』の出だしの部分である。小節の途中から曲が始まっている。

## 参照著作
- 中央アート出版社『リズムに強くなるための全ノウハウ』市川宇一郎 ISBN 978-4-8136-0405-1、2007年